# 金沢美術工芸大学
金沢美術工芸大学（かなざわびじゅつこうげいだいがく、英語: Kanazawa College of Art）は、石川県金沢市小立野2丁目40番1号に本部を置く日本の公立大学。1946年創立、1955年大学設置。大学の略称は金美（カナビ）、金沢美工。

## 概要
1946年、当時の金沢市長武谷甚太郎が設置した金沢美術工芸専門学校（1950年より金沢美術工芸短期大学）を母体として、1955年に設置された。
ほかの多くの国公立芸術大学とは異なり、音楽学部を持たない。
また、1専攻1学年あたりの学生数が15〜25人、全学生数も600〜700人程度と非常に少なく、人数的な規模の小ささは全国の美術大学でも随一である。
しばしば「金沢美大」「金美（かなび、きんび）」などと略称される。
卒業式では卒業生の一部が仮装して出席し、本学の名物となっている。

## 沿革
- 1946年11月7日 - 旧制金沢美術工芸専門学校設立（現在の金沢市出羽町）[6]。
- 1950年 - 金沢美術工芸短期大学設立[1]。
- 1955年 - 金沢美術工芸大学設立（美術工芸学部美術学科、産業美術学科）[1]。
- 1972年 - 金沢市小立野5丁目11番1号に移転（旧金沢刑務所跡地）[1]
- 1979年 - 大学院修士課程開設（美術工芸研究科絵画・彫刻専攻、産業デザイン専攻）。
- 1990年 - 大学院修士課程美術工芸研究科に芸術学専攻増設。
- 1993年 - 共通造形センター発足。
- 1996年 - 美術工芸学部を美術科、デザイン科、工芸科の3科に改組。
- 1997年 - 大学院博士課程開設（美術工芸研究科美術工芸専攻）。
- 2000年 - 大学院修士課程美術工芸研究科を絵画専攻、彫刻専攻、芸術学専攻、工芸専攻、デザイン専攻の5専攻に改組。
- 2010年4月1日 - 公立大学法人化により、大学設置者が金沢市から公立大学法人金沢美術工芸大学となる。
- 2023年4月1日 - デザイン科を改編し、ホリスティックデザイン専攻・インダストリアルデザイン専攻を設置、大学院修士課程（絵画専攻）に映像コースを設置[7]。
- 2023年10月1日 - 小立野2丁目40番1号に新校舎完成、移転[7]。

## 教育及び研究

### 学部・学科
- 美術工芸学部
  - 美術科
    - 日本画専攻
    - 油画専攻
    - 彫刻専攻
    - 芸術学専攻

  - デザイン科
    - ホリスティックデザイン専攻
    - インダストリアルデザイン専攻
      - 2022年度までは視覚デザイン専攻・製品デザイン専攻・環境デザイン専攻の3専攻。

  - 工芸科

### 大学院
- 美術工芸研究科
  - 絵画専攻（修士課程）
  - 彫刻専攻（修士課程）
  - 芸術学専攻（修士課程）
  - 工芸専攻（修士課程）
  - デザイン専攻（修士課程）
  - 美術工芸専攻（博士課程）

### 学内組織
- 共通造形センター
- 造形芸術総合研究所
  - 教育研究センター
  - 産学連携センター
  - 地域連携センター
  - 国際交流センター

### 附属施設
- 附属図書館

## 学生生活
部活動・クラブ活動・サークル活動
9の体育系クラブ、14の文化系クラブがある。
五芸祭（旧四芸祭）
国公立の芸術大学である当大学と東京藝術大学・京都市立芸術大学・愛知県立芸術大学・沖縄県立芸術大学の5校で5月下旬に輪番で開かれる長い伝統を持つ催し。体育行事を中心として開催される。
美大祭
金沢美術工芸大学の大学祭。毎年11月3日前後の祝祭日から7日の開学記念日にあわせて、自治会（美大祭実行委員会）の主催で開催される。小規模大学ながらほぼ全学学生が参加し、学生の作品展示、講演会、仮装パレード、模擬店、大学所蔵品の展示など様々な催しが行われる。

## 交通アクセス
- 北鉄バス（北陸鉄道・北鉄金沢バス） 錦町B線・医王山線 金沢美術工芸大学前バス停下車[8]。
- 北鉄バス（北陸鉄道・北鉄金沢バス・北鉄白山バス） 錦町粟崎線ほか 崎浦・県立図書館口バス停下車、徒歩3分[8]。

## 大学関係者と組織
- 金沢美術工芸大学同窓会
- 金沢美術工芸大学の人物一覧

## 対外関係

### 他大学との協定
- 東京藝術大学・京都市立芸術大学・愛知県立芸術大学・沖縄県立芸術大学に本学を加えた、5つの芸術大学間での連携協定。
- 大学コンソーシアム石川
- 放送大学[9]

### 海外協定校
- スウェーデン
  - イエーテボリ大学ヴァランド芸術学院
- フランス
  - 国立ナンシー美術大学
- ベルギー
  - ゲント王立アカデミー
- 中国
  - 清華大学美術学院
- アメリカ合衆国
  - ニューヨーク州立大学バッファロー校

## 移転計画
1972年移転の旧キャンパスは、施設の配置が非効率であること、バリアフリーに対応していないこと、防犯設備が十分でないことなど問題点を抱えていた。この現状を踏まえ、大学側は2016年2月に金沢市へ提言し、翌2017年に「金沢美術工芸大学移転整備基本構想」を策定。2018年には移転の基本計画を策定した。
計画は、2022年度を目標に金沢市小立野の旧金沢大学工学部跡地に移転するものであった。石川県道・富山県道10号金沢湯涌福光線（小立野通り）の崎浦交差点から石川県道209号芝原石引町線を結び、工学部跡地を縦貫するアクセス道路を新設。道路東側の用地（約4.7ha）に移転する計画であった。なお、用地西側には、石川県立図書館が移転する予定である。
2023年10月に移転完了。